# Itascameer
Het Itascameer (Engels: Lake Itasca) is een meer in Clearwater County in de Amerikaanse deelstaat Minnesota. Het meer is de bron van de Mississippi. 
Het meer ligt op 447 meter hoogte in het Itasca State Park. Het meer heeft een oppervlakte van 4,7 km² en een diepte van 6 tot 11 meter. Het is 5400 meter lang en 630 meter breed.

## Etymologie
De naam van het meer in het Ojibwe is Omashkoozo-zaaga'igan. De huidige naam van het meer is gegeven door Henry Rowe Schoolcraft (1793-1864), die het meer in 1832 'ontdekte'. De naam 'Itasca' is afgeleid van de Latijnse woorden veritas (waarheid) en caput (hoofd). Er werd voor deze naam gekozen omdat voorheen werd gedacht dat het Cass Lake de bron van de Mississippi was, maar 'het ware hoofd' van het meer was dus het Itascameer. 

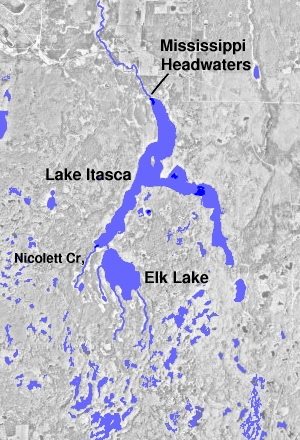
Kaart van het meer